# Momodou
Momodou ist eine afrikanisierte Form des arabischen Namens Mohammed und ein gebräuchlicher gambischer männlicher Vorname. Eine weitere Form des Namens ist Mamadou.

## Namensträger
- Momodou Alieu Bah, gambischer General und Politiker
- Momodou Lamin Bah (Imam) (1906–1983), gambischer Imam
- Momodou Lamin Bah (Diplomat), gambischer Manager und Diplomat
- Momodou Lamine Bah (Leichtathlet) (* 2000), gambischer Sprinter
- Momodou Ceesay (Fußballspieler) (* 1988), gambischer Fußballspieler
- Momodou Nai Ceesay (* 1951), gambischer Politiker
- Momodou Kotu Cham (* 1953), gambischer Politiker
- Momodou Dibba († 2017), gambischer Sportfunktionär
- Momodou Drammeh (* 1978), gambischer Leichtathlet
- Momodou S. Foon (* 19**), gambischer Politiker und Wirtschaftswissenschaftler
- Momodou Hydara (1938–2009), gambischer hoher Nachrichtendienstler
- Momodou Kebba Jallow, gambischer Politiker
- Pa Momodou Jallow (um 1945–2008), gambischer Diplomat und Nachrichtendienstchef, siehe Pa Jallow (Diplomat)
- Momodou Lamin Sedat Jobe (1944–2025), gambischer Politiker
- Momodou Seedy Kah, gambischer Politiker und Diplomat
- Momodou Loum (* 1976), gambischer Fußballspieler
- Momodou Bello N’Jie (* 1969), gambischer Leichtathlet, siehe Baba Njie
- Momodou Saidwane, gambischer Politiker
- Abdoulie Momodou Sallah (* 1944), gambischer Politiker, siehe Abdoulie Sallah
- Momodou Y. M. Sallah (* 1952), gambischer Politiker
- Momodou L. K. Sanneh (* 1942), gambischer Politiker
- Momodou Sarr (* 1959), gambischer Leichtathlet